# Francesc Antoni de la Dueña y Cisneros
Francesc Antoni de la Dueña y Cisneros (* 17. November 1753 in Villanueva de la Fuente, Provinz Ciudad Real; † 8. November 1821 in Ciudad Real; spanisch Francisco Antonio La Dueña Cisneros oder Francisco de la Dueña Cisneros) war ein spanischer Geistlicher. Als Bischof von Urgell war er ex officio Kofürst im Kondominium Andorra.

## Leben
Er wurde am 24. Juli 1797 zum Bischof von Urgell berufen. Die Bischofsweihe spendete ihm am 22. Oktober 1797 der Bischof von Ávila Francisco Javier Cabrera Velasco; Mitkonsekratoren waren Francisco de Cuerda, ehemaliger Bischof von Puerto Rico, und Bischof Atanasio Puyal y Poveda. Am 23. September 1816 wurde er zum Bischof von Segorbe berufen, damit endete seine Amtszeit als Kofürst von Andorra.

## Wirken
In seiner Regierungszeit war der Stuhl seines Kofürsten während der Zeit der Wirren der Französischen Revolution unbesetzt. Ab 1806–1814 (auch 1815) war Napoleon Kofürst, 1814–1824 war Ludwig XVIII. Kofürst (mit kurzer Unterbrechung 1815).